# Gómez Farías, Guerrero
Gómez Farías är en ort i Mexiko.   Den ligger i kommunen Ajuchitlán del Progreso och delstaten Guerrero, i den södra delen av landet, 210 km sydväst om huvudstaden Mexico City. Gómez Farías ligger 416 meter över havet och antalet invånare är 226.
Terrängen runt Gómez Farías är huvudsakligen kuperad, men söderut är den bergig. Runt Gómez Farías är det glesbefolkat, med 14 invånare per kvadratkilometer. Närmaste större samhälle är Ajuchitlán del Progreso, 14,8 km norr om Gómez Farías. I omgivningarna runt Gómez Farías växer huvudsakligen savannskog.